# Eugen Block Holding
Die Eugen Block Holding GmbH ist eine deutsche Holdinggesellschaft, die 1968 vom Hamburger Unternehmer Eugen Block ins Leben gerufen wurde und in den Bereichen Systemgastronomie, Hotellerie und Lebensmittelproduktion tätig ist. Bekanntestes Standbein des Unternehmens ist die Steakhaus-Kette Block House. Darüber hinaus betreibt das Unternehmen unter anderen die Restaurantkette Jim Block und das Hotel Grand Elysée Hamburg.

## Geschichte

### Erstes Restaurant und Wachstum in Hamburg
Am 26. September 1968 gründete der Unternehmer Eugen Block in der Dorotheenstraße in Hamburg-Winterhude das erste „Block House“. Block wollte ursprünglich nicht in das Gastronomiegeschäft einsteigen, in welchem bereits sein Vater tätig war, wurde jedoch auf einer Amerikareise – speziell in einem Restaurant in San Francisco – dazu inspiriert, in Deutschland ebenfalls ein Steakhaus nach amerikanischem Vorbild zu eröffnen. In den 1970er Jahren lag der Geschäftsschwerpunkt in Hamburg, so wurden dort innerhalb der nächsten fünf Jahre fünf weitere Block-House-Restaurants eröffnet.
1973 entstand in der Flotowstraße am Osterbekkanal in Hamburg die Block-House-Fleischerei, welche ab diesem Zeitpunkt die Steakhäuser mit Rindfleisch belieferte. Im selben Jahr wurde mit dem „Jim’s“ das erste Hamburger-Schnellrestaurant der heutigen Jim Block Restaurantbetriebe GmbH eröffnet. Das Restaurant diente anfangs hauptsächlich dazu, die beim Zuschneiden der Steaks anfallenden Schnittreste der Fleischerei in Form von Hackfleisch weiterzuverwerten. Bis Ende der 1970er-Jahre eröffneten zwei weitere Jim’s-Burgerrestaurants in Hamburg. Während die Restaurantkette in den Gründerjahren unter dem Namen Jim Block Hamburger House GmbH betrieben wurde, lief die Kette später unter den Namen Jim’s, Jim’s Restaurant, Original Beef Market und Jim Beef. Im Jahr 2005 folgte schließlich die Umfirmierung zu Jim Block.

### Gründung der Holding
Anfang der 1990er-Jahre begann Block House mittels Franchising im europäischen Markt zu expandieren. Das erste internationale Block-House-Restaurant wurde in Málaga in Spanien eröffnet. In Deutschland führte das Unternehmen kein Franchising-Konzept ein; alle Niederlassungen sind weiterhin Eigentum der Block House Restaurantbetriebe AG. 1993 kaufte Block ein 20.000 Quadratmeter großes Grundstück in Zarrentin am Schaalsee auf. Zwei Jahre später begann darauf auf einer Fläche von 3.600 Quadratmetern für die Block Menü GmbH die Produktion hausgemachter Menükomponenten. Der größte Produktionsbetrieb der Block Menü liegt noch immer in Zarrentin am Schaalsee.
1992 wandelte Block die Block House Restaurantbetriebe GmbH in eine Aktiengesellschaft um, deren Vorstandsvorsitzender immer noch er selbst war. Ab 1996 bündelte Eugen Block seine Aktivitäten unter einer neu gegründeten Holdinggesellschaft, zu der damals neun Unternehmen gehörten, die Eugen Block Holding GmbH.
Bereits 1988 hatte Block die Fluggesellschaft Hamburg Airlines gegründet. Da die Firma jedoch keine Gewinne erzielen konnte, wurde sie 1997 wieder stillgelegt. Die Eugen Block Holding ist weiterhin ihr Eigentümer.
| Jahr | Umsatzerlöse (in Mio. €) |
| ---- | ------------------------ |
| 2014 | 270,43                   |
| 2015 | 286,20                   |
| 2016 | 293,94                   |
| 2017 | 306,33                   |
| 2018 | 307,63                   |
| 2019 | 323,63                   |
| 2020 | 236,57                   |
| 2021 | 250,69                   |
| 2022 | 340,48                   |

## Unternehmensstruktur
Die Eugen Block Holding GmbH ist eine Holdinggesellschaft mit Sitz in Hamburg. Im Geschäftsjahr 2022 erwirtschaftete das Unternehmen einen Umsatz von 340,48 Mio. € und beschäftigte, verteilt auf alle Tochtergesellschaften, durchschnittlich 2.782 Mitarbeiter. Das Unternehmen ist in den Bereichen Gastronomie (Umsatz 2022: 155,0 Mio. €), Lebensmittelherstellung (Umsatz 2022: 151,6 Mio. €), und Hotellerie (Umsatz 2022: 32,3 Mio. €) aktiv. Der Konzern betreibt in Deutschland mehr als 50 Restaurants, zusätzlich weitere in Spanien, Portugal und Österreich.
Die Eugen Block Holding GmbH gehört zu größten Teilen noch ihrem Gründer Eugen Block. Unter anderem sind auch seine Kinder am Unternehmen beteiligt. Mit acht Prozent je Kind hat Eugen Block insgesamt 24 Prozent der Unternehmensanteile an seine drei Kinder übergeben.
An folgenden Unternehmen, welche ihren Hauptsitz allesamt in Hamburg haben, ist die Eugen Block Holding zu 100 % beteiligt:

### Gastronomie

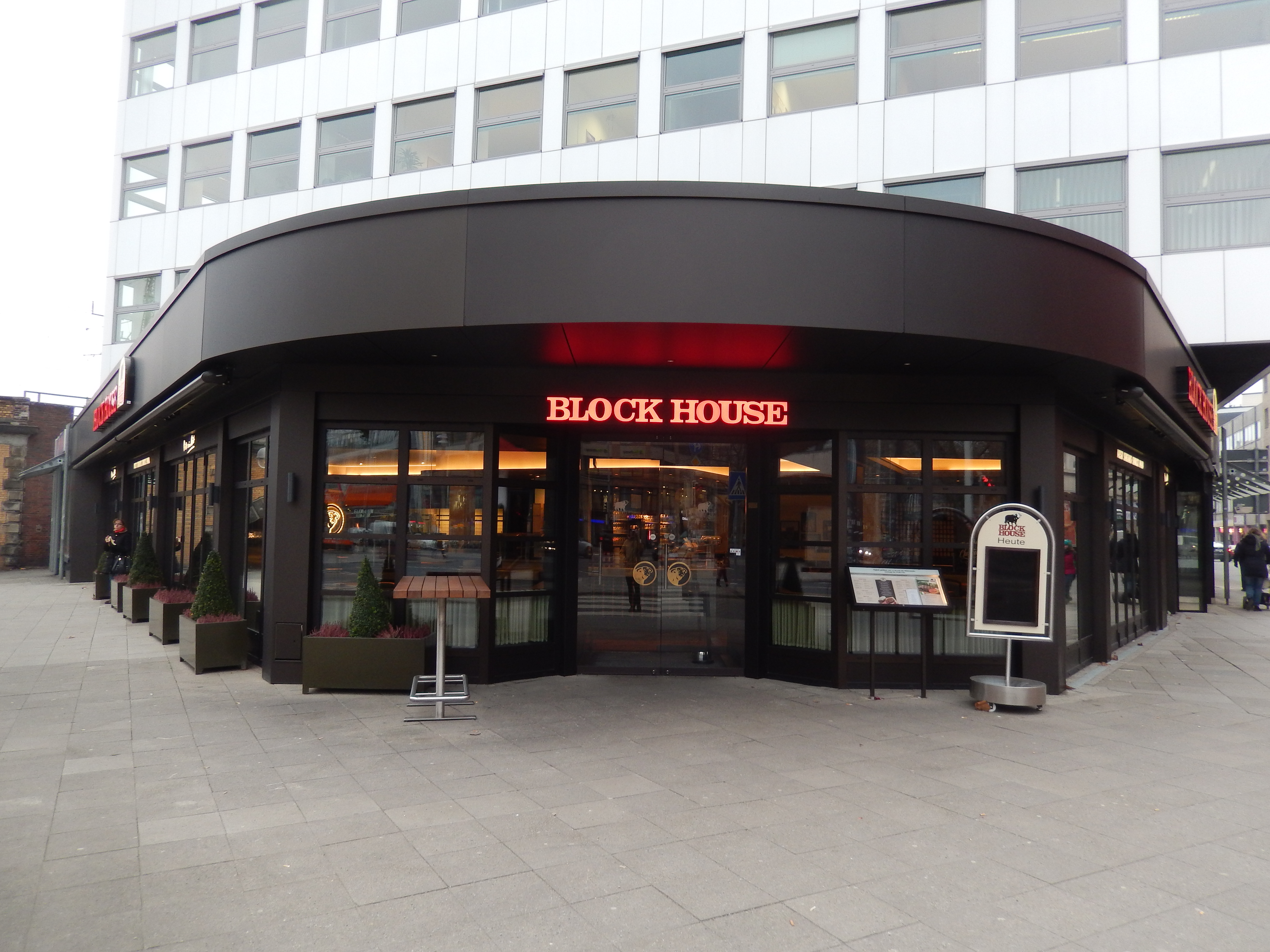
Block-House-Restaurant in Hannover

- Block House Restaurantbetriebe AG: Unter dem Namen „Block House“ betreibt das Unternehmen Steakhäuser nach dem Modell der Fullservice-Systemgastronomie. Im Jahr 2023 hatte die Restaurantkette in Deutschland 46 Niederlassungen, dazu kamen elf weitere im europäischen Ausland.[18][19] Auf die Block-House-Restaurants entfielen 2024 rund 1.430 der Mitarbeiter des Konzerns.[1]
- Block House Restaurantbetriebe Franchise GmbH: Die Restaurants im Ausland sind nicht Eigentum der Block House, sondern werden im Franchising-Modell von der dafür gegründeten Tochtergesellschaft Block House Restaurantbetriebe Franchise GmbH lediglich verwaltet. Diese Gesellschaft ist wiederum Tochtergesellschaft der Block House Restaurantbetriebe AG.[11]
- Jim Block Restaurantbetriebe GmbH: Unter dem Namen „Jim Block“ betreibt das Unternehmen Schnellrestaurants für Hamburger. In Deutschland wurden die 12 Jim-Block-Restaurants im Jahr 2024 von 198 Mitarbeitern betrieben.[1]
- Block Bräu GmbH: Mit dem Blockbräu betreibt das Unternehmen seit 2012 bei den St. Pauli-Landungsbrücken sein eigenes Brauhaus mit Platz für insgesamt 800 Gäste.[1][20]
- Gasthaus Block GmbH: Das Gasthaus Block im oldenburgischen Harkebrügge ist ein Hotel und Gasthaus, welches im Elternhaus Eugen Blocks errichtet wurde. Das Gasthaus, welches damit wirbt „Mittelpunkt des Dorfes Harkebrügge“ zu sein, war während Blocks Kindheit Gaststätte, Kolonialwarenladen und Postamt in einem und wurde von seinen Eltern betrieben.[21][22]

### Lebensmittelherstellung

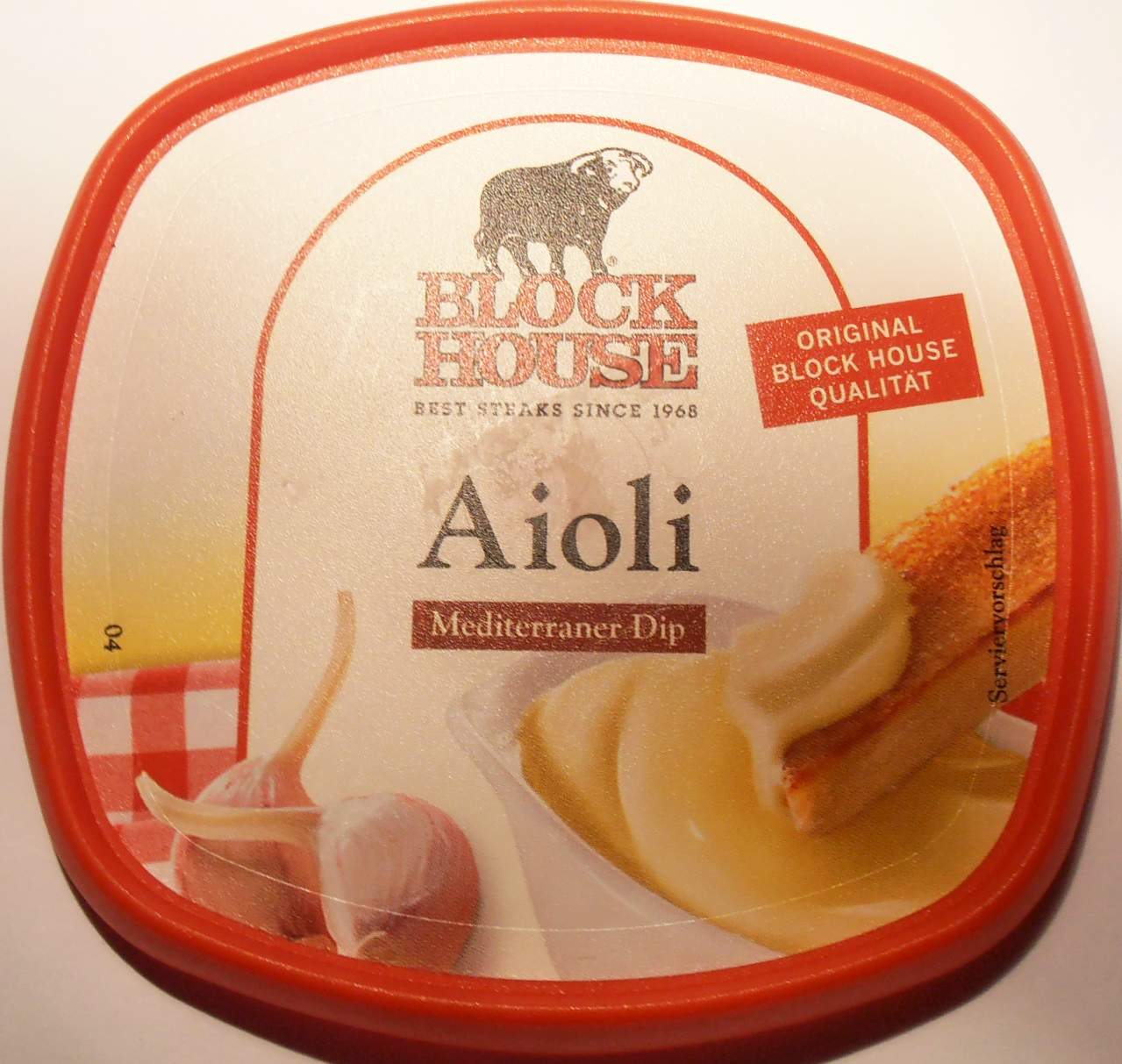
Aioli von Block Foods

- Block Foods AG: In der Block Foods AG bündeln sich die Aktivitäten des Unternehmens in der Lebensmittelherstellung. Tochtergesellschaften der Block Foods AG sind die Block House Fleischerei GmbH, die Block Menü GmbH, die Block Handels GmbH, die Block Personal Service GmbH und die Block Logistik GmbH.
- Block House Fleischerei GmbH: Die Block House Fleischerei GmbH hat ihren Sitz in Hamburg-Hummelsbüttel und versorgt die konzerneigenen Tochtergesellschaften, aber auch externe Restaurants und Ketten sowie den Lebensmitteleinzelhandel, mit portioniertem Rindfleisch.[23] Das Fleisch stammt von Landwirten aus Europa und Südamerika. Die Block House Fleischerei ist der größte deutsche Importeur für Angus- und Hereford-Rindfleisch aus Uruguay und bezieht zusätzlich Rindfleisch aus Argentinien.[24] Laut Geschäftsführer der Block-Gruppe Stephan von Bülow stammten 2022 insgesamt 95 % des von der Block Gruppe verarbeiteten Rindfleisches aus Südamerika.[25] Des Weiteren bezieht die Fleischerei Black-Angus-Rindfleisch von einem Züchter im rumänischen Siebenbürgen sowie Uckermärker-Rinder von Vertragslandwirten in Mecklenburg-Vorpommern und dem nördlichen Brandenburg (Region Prignitz und Uckermark).
- Block Menü GmbH: Die Block Menü GmbH liefert frische und tiefgekühlte Menükomponenten an die gruppeneigenen Restaurants und Hotels sowie an externe Unternehmen, etwa die gehobene Gastronomie, die Systemgastronomie sowie die Hotellerie.[2] Die Block Menü hat ihren Sitz in Zarrentin am Schaalsee. 2022 beschäftigte das Unternehmen 204 Mitarbeiter.[1]
- Block Handels GmbH: Die Block Handels GmbH vertreibt Saucen, Salatdressings, Sour Cream, TK-Burger, Brotwaren und andere Produkte, insbesondere über den Lebensmitteleinzelhandel, seit 2018 auch über den eigenen Online-Shop shop.block-house.de.[2][26]

### Hotellerie

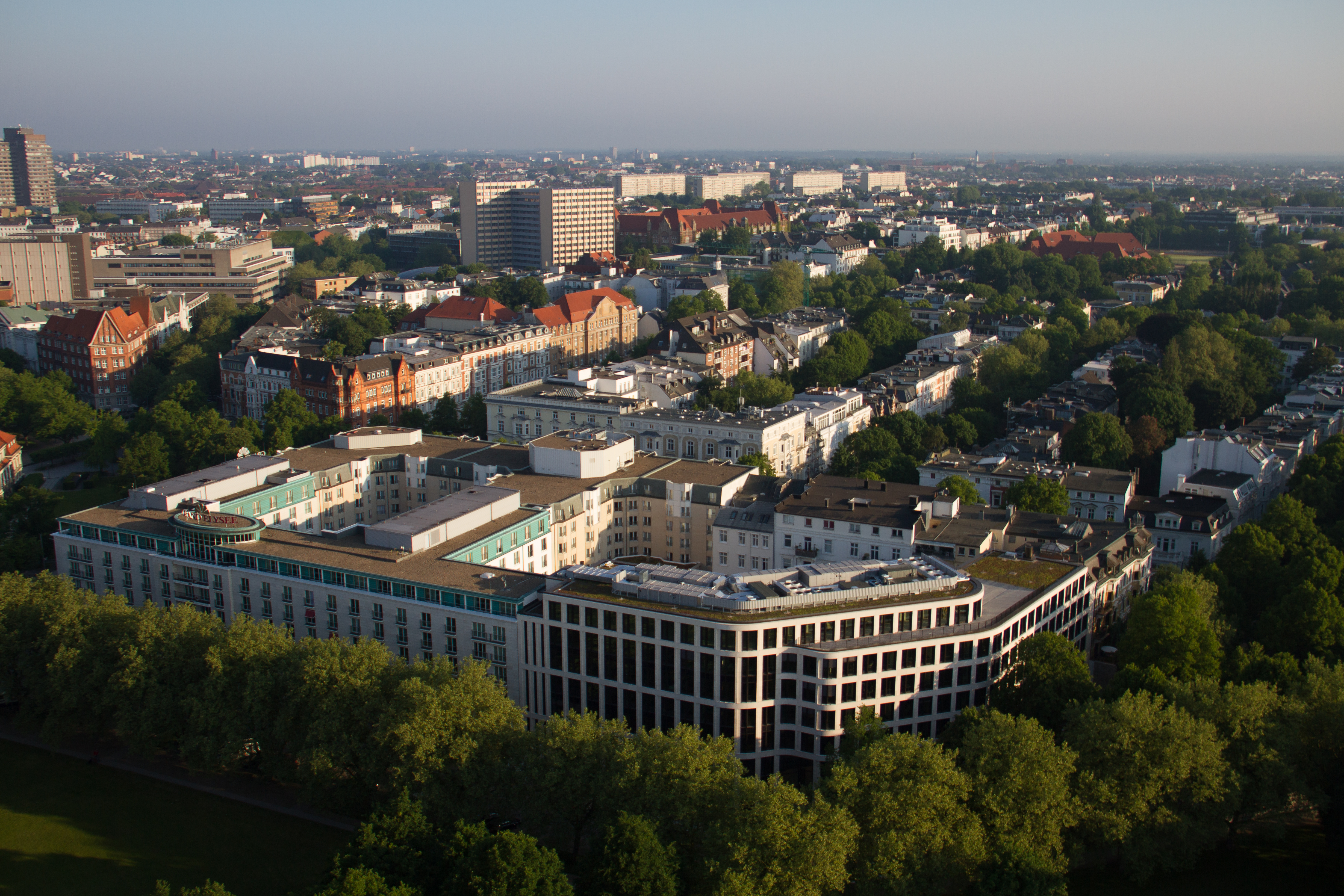
Hotel Grand Elysée Hamburg

- Elysée Hotel AG Hamburg: Das Hotel Grand Elysée Hamburg wurde 1985 eröffnet und umfasst 510 Zimmer sowie mehrere Restaurants, Bars und ein Café.[27][5] Zentral zwischen Alster und Dammtor gelegen handelt es sich um ein Fünf-Sterne-Hotel, eigenen Angaben zufolge das größte Fünf-Sterne-Privathotel in Deutschland.[2] Für das Hotel arbeiten 390 festangestellte Mitarbeiter (Stand 2024).[1]
- Fischhaus am Schaalsee GmbH: Am Schaalsee in Zarrentin findet sich das „Fischhaus und Hotel am Schaalsee“, welches ebenfalls im

Besitz der Eugen Block Holding ist. Das Hotel mit 10 Zimmern wurde im September 2005 eröffnet. Es beschäftigt rund 30 Mitarbeiter.
- Seehotel in Zarrentin: Im Oktober 2023 eröffnete das Seehotel in Zarrentin. Das Hotel verfügt über 45 Doppelzimmer mit insgesamt 90 Betten, das Restaurant Pauls Hofküche und eine Festscheune, die Platz für 160 Gäste bietet.[29]

## Auszeichnungen
- 2004: Chilled Food Award für Block Menü GmbH, verliehen von Vertretern der Koelnmesse, gastronomischen Fachmagazinen und der CMA[30]
- 2016: 1. Platz in der Kategorie Innovation für das Block-House-Rinderaufzuchtprogramm der Block Foods AG, verliehen von der Fachzeitschrift Lebensmittel Praxis[31]
- 2019: Gewinner in den Kategorien Beste Restaurantkette, Qualität des Angebots und Freundliche Mitarbeiter für „Block House“ im OC&C Systemgastronomie-Index[32]